# HD 27192
HD 27192 (b² Persei) é uma estrela na direção da Perseus. Possui uma ascensão reta de 04h 20m 11.51s e uma declinação de +50° 55′ 15.4″. Sua magnitude aparente é igual a 5.55. Considerando sua distância de 1190 anos-luz em relação à Terra, sua magnitude absoluta é igual a −0.57. Pertence à classe espectral B1.5IV.